# Kościół św. Anny i klasztor Augustianów we Lwowie
Kościół św. Anny i klasztor Augustianów we Lwowie – jest położony przy ul. Gródeckiej 32, (ukr. Городоцькій 32, przed 1871 – św. Anny) u zbiegu z ulicą Janowską (Шевченко).

## Historia
Z końcem XV wieku na Krakowskim Przedmieściu we Lwowie doszło do krwawego starcia czeladników krawieckich ze strażą miejską, w wyniku czego kilku czeladników zginęło. Ich koledzy postanowili po latach uczcić pamięć poległych towarzyszy poprzez wzniesienie kościoła. W 1505 erygowana została prebenda, a w 1507, na miejscu krwawo stłumionego powstania czeladników krawieckich, zbudowany został drewniany kościół św. Anny. W 1509 kościół ten został spalony przez Mołdawian, którzy pod dowództwem hospodara Bogdana III zaatakowali Lwów. W 1599 na miejscu spalonego kościoła stanął nowy, murowany, należący do cechu krawców.
W 1641 do Lwowa przybyli za zgodą króla Władysława IV augustianie, którzy osiedlili się poza murami miejskimi, na Przedmieściu Halickim.
W 1671 augustianie przejęli za zgodą arcybiskupa Wojciecha Korycińskiego kościół św. Anny. Wkrótce obok wznieśli swój klasztor. Umieszczony w kościele wizerunek Matki Boskiej z Dzieciątkiem zasłynął łaskami po 1710, kiedy w kościele sprawowano modły dla odwrócenia nękającej miasto zarazy. W 1730, po zakończeniu przebudowy, kościół zyskał barokowy wygląd, który przetrwał do czasów współczesnych.
W 1772, w momencie zajęcia Lwowa przez Austriaków w wyniku pierwszego rozbioru Polski, w konwencie żyło siedmiu ojców i dwóch braci.
W 1783 w ramach kasaty józefińskiej zakon augustianów przestał istnieć a ich kościół stał się kościołem filialnym; około 1820 roku zaś – parafialnym. Klasztor został zamieniony na szkołę i pomieszczenia parafialne. W 1824 i 1863 restaurowano kościół, wtedy też dobudowano dzwonnicę.
W 1927 do kościoła dobudowano kruchtę.
Po 1945 w kościele umieszczono sklep meblowy a później – kasy, zwane gródeckimi.
W 1990 nieczynny kościół został przekazany kościołowi greckokatolickiemu.
W 1997 odrestaurowano wnętrze kościoła nadając mu współczesny wygląd.
Do południowej strony kościoła przylega budynek dawnego klasztoru augustianów, który przetrwał w XVIII-wiecznym kształcie. Opodal znajduje się teren jednostki wojskowej, której jeden z budynków przeznaczono na  Dom Polski.

## Architektura
Kościół św. Anny jest jednonawowy z trójkondygnacyjną wieżą w fasadzie, nakrytą barokowym hełmem. Ściany zewnętrzne są oskarpowane. Kościół jest pokryty dwuspadowym dachem z sygnaturką. W środku jest sklepienie krzyżowe.